# Negociaciones del Pacto Ribbentrop-Mólotov
El Pacto Ribbentrop-Mólotov fue un acuerdo del 23 de agosto de 1939 entre la Unión Soviética y la Alemania nazi coloquialmente nombrado así después de haber sido firmado por el ministro de Exteriores soviético Viacheslav Mólotov y el ministro de Asuntos Exteriores alemán Joachim von Ribbentrop. El tratado renunció a la guerra entre los dos países. Además de las estipulaciones de no agresión, el tratado incluía un Protocolo adicional secreto que dividía a varios países del este de Europa entre las partes.
Antes de la firma del tratado, la Unión Soviética llevó a cabo negociaciones con el Reino Unido y Francia con respecto a una posible alianza "tripartita". Las conversaciones de larga data entre la Unión Soviética y Alemania sobre un potencial pacto económico se expandieron para incluir las discusiones militares y políticas, culminando en el pacto, junto con un acuerdo comercial firmado cuatro días antes.

## Antecedentes

### Primera Guerra Mundial
Después de la Revolución rusa de 1917, la Rusia bolchevique puso fin a su lucha contra las Potencias Centrales, incluida Alemania, en la Primera Guerra Mundial mediante la firma del Tratado de Brest-Litovsk. En este sentido, Rusia accedió a ceder soberanía e influencia sobre partes de varios países de Europa Oriental. La mayoría de esos países se convirtieron en repúblicas democráticas ostensibles tras la derrota de Alemania y la firma de un armisticio en el otoño de 1918. Con la excepción de Bielorrusia y Ucrania, esos países también se independizaron. Sin embargo, el Tratado de Brest-Litovsk duró solo ocho meses y medio, cuando Alemania renunció y rompió relaciones diplomáticas con Rusia.
Antes de la Primera Guerra Mundial, Alemania y Rusia compartieron durante largo tiempo una relación comercial. 
Alemania es un país relativamente pequeño con pocos recursos naturales. Carece de suministros naturales de varias materias primas clave necesarias para las operaciones económicas y militares. 
Desde finales del siglo XIX, se basó en gran medida en las importaciones rusas de materias primas. Alemania importó 1.500 millones de reichsmarks de materias primas y otros bienes anuales de Rusia antes de la guerra.
En 1922, los países firmaron el Tratado de Rapallo, renunciando a las reivindicaciones territoriales y financieras entre sí. Los países se comprometieron a la neutralidad en caso de un ataque contra el otro con el Tratado de Berlín de 1926. 
Mientras que las importaciones de bienes soviéticos a Alemania cayeron después de la Primera Guerra Mundial, después de acuerdos comerciales firmados entre los dos países a mediados de la década de 1920, el comercio aumentó a 433 millones de reichsmarks por año en 1927.
A comienzos de la década de 1930, esta relación se redujo cuando el régimen estalinista más aislacionista afirmó el poder y el abandono del control militar posterior a la Primera Guerra Mundial disminuyó la dependencia de Alemania de las importaciones soviéticas, de tal manera que las importaciones soviéticas cayeron a 223 millones de reichsmarks en 1934.

### Mediados de los años 30
A mediados de la década de 1930, la Unión Soviética hizo repetidos esfuerzos para restablecer contactos más estrechos con Alemania. La Unión Soviética trató principalmente de pagar las deudas del comercio anterior con materias primas, mientras que Alemania intentó rearmarse, y los países firmaron un acuerdo de crédito en 1935. El ascenso al poder del Partido Nazi aumentó las tensiones entre Alemania, la Unión Soviética y otros países con eslavos étnicos, que fueron considerados "untermenschen" según la ideología racial nazi.  Los nazis estaban convencidos de que los eslavos étnicos eran incapaces de formar su propio estado y, por consiguiente, debían ser gobernados por otros. Además, los nazis antisemitas asociaban a los judíos étnicos tanto con el comunismo como con el capitalismo internacional, a los que se oponían. En consecuencia, los nazis creían que los eslavos untermenschen soviéticos estaban siendo gobernados por maestros "bolcheviques judíos". Dos objetivos principales del nazismo fueron eliminar a los judíos y buscar Lebensraum ("espacio vital") para los arios étnicos al este.  En 1934, Hitler habló de una batalla ineludible contra los "ideales pan-eslavos", cuya victoria conduciría al "dominio permanente del mundo", aunque afirmó que "caminarían parte del camino con los rusos, si eso nos puede ayudar".
A pesar de la retórica política, en 1936, los soviéticos trataron de buscar lazos políticos más estrechos con Alemania junto con un acuerdo de crédito adicional, mientras que Hitler rechazó los avances, no queriendo buscar lazos políticos más estrechos, aunque una crisis de materia prima de 1936 llevó a Hitler a decretar un plan de cuatro años para el rearme "sin tener en cuenta los costos".

Las tensiones crecieron aún más después de que Alemania y la Italia fascista apoyaran a los fascistas nacionalistas españoles en la Guerra civil española en 1936, mientras que los soviéticos apoyaban a la oposición de la República española parcialmente socialista. En noviembre de 1936, las relaciones soviético-alemanas se hundieron aún más cuando Alemania y Japón entraron en el Pacto Antikomintern, que supuestamente iba dirigido contra la Internacional Comunista, aunque contenía un acuerdo secreto de que cualquiera de las partes se mantendría neutral si el otro se involucraba con la Unión Soviética. En noviembre de 1937, Italia también se unió al Pacto Antikomintern.

### Finales de los años 30
Los juicios de Moscú de mediados de los años treinta minaron gravemente el prestigio soviético en Occidente. 
Las purgas soviéticas en 1937 y 1938 hicieron un trato menos probable interrumpiendo la ya confusa estructura administrativa soviética necesaria para las negociaciones y dándole a Hitler la creencia de que los soviéticos eran militarmente débiles.
Los soviéticos no fueron invitados a la Conferencia de Múnich sobre Checoslovaquia. Los Acuerdos de Múnich que siguieron, marcaron la disolución de Checoslovaquia en 1938 a través de una anexión parcial alemana, parte de un apaciguamiento de Alemania.
Después de que las necesidades alemanas de suministros militares después de los Acuerdos de Múnich y la demanda soviética de maquinaria militar aumentaran, las conversaciones entre los dos países ocurrieron desde fines de 1938 hasta marzo de 1939.
El Tercer Plan Quinquenal de la Unión Soviética requeriría nuevas infusiones masivas de tecnología y equipo industrial. Un acercamiento económico autárquico o una alianza con Inglaterra era imposible para Alemania, de tal manera que las relaciones más estrechas con la Unión Soviética eran necesarias, si no solo por razones económicas. En ese momento, Alemania podría suministrar solo el 25 por ciento de sus necesidades de petróleo, y sin su principal fuente de petróleo de Estados Unidos en una guerra, tendría que mirar a Rusia y Rumania. 
Alemania sufrió el mismo déficit natural y problemas de suministro de caucho y minerales metálicos necesarios para el acero endurecido en equipo de guerra, para lo cual Alemania se basó en suministros soviéticos o en tránsito utilizando las líneas ferroviarias soviéticas. Por último, Alemania también importó el 40 por ciento de sus necesidades de grasa y aceite, que crecerían si Alemania conquistara naciones que también fueran importadoras netas de alimentos y, por lo tanto, necesitaba las importaciones soviéticas de granos ucranianos o transbordos soviéticos de soja manchuria. Por otra parte, un bloqueo anticipado británico en caso de guerra y un corte de petróleo de los Estados Unidos crearía una escasez masiva para Alemania con respecto a una serie de materias primas clave.
Después de la denuncia de Hitler en marzo de 1939 del pacto de no agresión germano-polaco de 1934, Reino Unido y Francia hicieron declaraciones que garantizaban la soberanía de Polonia, y el 25 de abril firmaron un Pacto de Defensa Común, cuando ese país se negó a asociarse con una garantía de cuatro poderes que involucraba a la Unión Soviética.

## Conversaciones iniciales

### Potencial para la expansión de la conversación soviético-alemana
Alemania y la Unión Soviética discutieron la posibilidad de entrar en un acuerdo económico a principios de 1939. 
Durante meses, Alemania había insinuado en secreto a los diplomáticos soviéticos que podría ofrecer mejores condiciones para un acuerdo político que el Reino Unido y Francia. El 10 de marzo, Hitler en su discurso oficial proclamó directamente eso. Ese mismo día, Stalin, en un discurso ante el XVIII Congreso del Partido Comunista de la Unión Soviética, caracterizó las acciones occidentales con respecto a Hitler como alejándose de la "seguridad colectiva" y hacia la "no intervención", con el objetivo de dirigir la agresión fascista en cualquier lugar pero contra sí mismos. 
Una vez concluido el Congreso, la prensa soviética atacó tanto a Francia como a Gran Bretaña.
El 7 de abril, un diplomático soviético visitó el Ministerio de Asuntos Exteriores alemán declarando que no tenía sentido continuar con la lucha ideológica entre Alemania y los soviéticos y que los países podían llevar a cabo una política concertada. Diez días más tarde, el embajador soviético se reunió con el viceministro alemán de Asuntos Exteriores y le presentó una nota en la que pedía la rápida eliminación de los obstáculos para el cumplimiento de los contratos militares firmados entre Checoslovaquia y la Unión Soviética antes de que esta fuera ocupada por Alemania. Según las cuentas alemanas, al final de la discusión, el embajador declaró que "no existe para Rusia ninguna razón por la que no debería vivir con nosotros en condiciones normales. 
Y de lo normal las relaciones podrían ser cada vez mejores". 
Aunque otras fuentes admiten que podría ser una exageración o recuento inexacto de las palabras del embajador.  Inmediatamente después, el embajador soviético Maksim Litvínov fue retirado a Moscú y nunca regresó a Alemania. Según el historiador Adam Ulam, las futuras conversaciones sobre el tema en Berlín se cree que continúan con funcionarios de nivel inferior que trabajan bajo la cobertura de una misión comercial soviética.

### Comienzan las conversaciones tripartitas
A partir de mediados de marzo de 1939, la Unión Soviética, Gran Bretaña y Francia intercambiaron una serie de sugerencias y contraplanos en relación con un posible acuerdo político y militar. La Unión Soviética temía que las potencias occidentales y la posibilidad de un "rodeo capitalista" tuviesen poca fe o que la guerra pudiera ser evitada o en el ejército polaco y querían un apoyo garantizado a un ataque en dos frentes contra Alemania. Reino Unido y Francia creían que aún se podía evitar la guerra y que la Unión Soviética, debilitada por las purgas, no podía servir como principal participante militar.  Francia, como potencia continental, estaba más ansiosa por un acuerdo con la Unión Soviética que el Reino Unido, que estaba más dispuesta a hacer concesiones y más consciente de los peligros de un acuerdo entre la Unión Soviética y Alemania. El 17 de abril, el ministro de Relaciones Exteriores soviético Maksim Litvínov esbozó un pacto de asistencia mutua franco-británico-soviético entre las tres potencias durante cinco a diez años, incluido el apoyo militar, si alguna de las potencias fuese objeto de agresión.

## Cambios de mayo

### Despido de Litvínov
El 3 de mayo, Stalin reemplazó al ministro de Relaciones Exteriores, Maksim Litvínov por Viacheslav Mólotov, lo que aumentó significativamente la libertad de maniobra de Stalin en política exterior. El despido de Litvínov, cuya etnicidad judía fue vista desfavorablemente por la Alemania nazi, eliminó un obstáculo para las negociaciones con Alemania. Stalin mandó inmediatamente a Mólotov para "purgar el ministerio de los judíos". 
Dado los intentos previos de Litvínov de crear una coalición antifascista, su asociación con la doctrina de la seguridad colectiva con Francia y Gran Bretaña y la orientación prooccidental por los estándares del Kremlin, su destitución indicó la existencia de una opción soviética de acercamiento con Alemania. Asimismo, el nombramiento de Mólotov sirvió como una señal a Alemania de que la Unión Soviética estaba abierta a ofertas. El despido también señaló a Francia y Reino Unido la existencia de una posible opción de negociación con Alemania.  Un funcionario británico escribió que la desaparición de Litvínov significaba también la pérdida de un admirable técnico o amortiguador, mientras que el modus operandi de Mólotov era "más verdaderamente bolchevique que diplomático o cosmopolita". Pero Stalin envió un mensaje doble: Mólotov nombró a Solomón Lozovski, un judío, como uno de sus viceministros.

### Negociaciones tripartitas de mayo
Aunque las consultas informales comenzaron a finales de abril, las principales negociaciones entre la Unión Soviética, Reino Unido y Francia comenzaron en mayo. En una reunión celebrada en mayo de 1939, el ministro de Relaciones Exteriores de Francia le dijo al embajador soviético en Francia que estaba dispuesto a apoyar todo el este de Polonia a la Unión Soviética, sin importar la oposición polaca, si ese era el precio de una alianza con Moscú.

### Problemas de suministro alemanes y discusiones políticas potenciales
En mayo, los planificadores de guerra alemanes también se preocuparon cada vez más de que, sin los suministros rusos, Alemania tendría que encontrar cantidades masivas de 165.000 toneladas de manganeso y casi 2 millones de toneladas de petróleo por año.  El 17 de mayo, el embajador soviético dijo a un funcionario alemán que, en el contexto de las nuevas discusiones económicas, quería reafirmar "en detalle que no había conflictos de política exterior entre Alemania y la Rusia soviética y que, por lo tanto, no había motivo para ninguna enemistad entre los dos países".  Tres días después, el 20 de mayo, Mólotov dijo al embajador alemán en Moscú que ya no quería discutir solo cuestiones económicas y que era necesario establecer una "base política", cosa que los funcionarios alemanes vieron como una "invitación implícita".
El 26 de mayo, los funcionarios alemanes temían que un resultado potencialmente positivo viniese de las conversaciones soviéticas sobre las propuestas de Reino Unido y Francia.  El 30 de mayo, temiendo los posibles resultados positivos de una oferta británica y francesa a los soviéticos, Alemania dirigió a sus diplomáticos en Moscú que "ahora hemos decidido emprender negociaciones definitivas con la Unión Soviética". Las discusiones subsecuentes fueron canalizadas a través de la negociación económica, porque las necesidades económicas de las dos partes eran substanciales y porque las conexiones militares y diplomáticas cercanas fueron cortadas a mediados de los años 30, dejando estas negociaciones como el único medio de comunicación.

## El punto de fusión del Báltico y el acercamiento alemán

### Señales mixtas
Los soviéticos enviaron señales mixtas a partir de entonces. Mólotov, en su primer discurso principal como Ministro de Relaciones Exteriores soviético el 31 de mayo, criticó una propuesta anglo-francesa, declarando que los soviéticos no "consideraban necesario renunciar a las relaciones comerciales con países como Alemania" y propusieron entrar en una amplia asistencia mutua de pacto de no agresión. Sin embargo, el comisario soviético para el comercio exterior Anastás Mikoyán sostuvo el 2 de junio a un funcionario alemán que Moscú "había perdido todo el interés en estas negociaciones [económicas] como resultado de la dilación alemana anterior".

### Progreso de las conversaciones tripartitas y los movimientos en el Báltico
El 2 de junio, la Unión Soviética insistió en que todo pacto de asistencia mutua debería ir acompañado de un acuerdo militar que describiera en detalle la asistencia militar que los soviéticos, franceses y británicos prestarían. Ese día, la Unión Soviética también presentó una modificación a una propuesta francesa y británica que especificaba los estados que recibirían ayuda en caso de "agresión directa", que incluía a Bélgica, Grecia, Turquía, Rumania, Polonia, Estonia, Letonia y Finlandia. 
Cinco días después, Estonia y Letonia firmaron pactos de no agresión con Alemania, creando sospechas de que Alemania tenía ambiciones en una región a través de la cual podría atacar a la Unión Soviética.

### Intento británico de detener el armamento alemán
El 8 de junio, los soviéticos acordaron que un alto funcionario alemán pudiese ir a Moscú para continuar las negociaciones económicas, que se produjeron en Moscú el 3 de julio.  Posteriormente, se iniciaron las conversaciones oficiales el 22 de julio en Berlín.
Mientras tanto en julio, con la esperanza de detener la máquina de guerra alemana, Reino Unido mantuvo conversaciones con Alemania sobre un posible plan para rescatar a la endeudada economía alemana, a costa de mil millones de libras, a cambio de que Alemania terminara su programa de armamento.
La prensa británica rompió una historia sobre las conversaciones, y Alemania finalmente rechazó la oferta.

### Conversaciones tripartitas con respecto a una "agresión indirecta"
Después de semanas de conversaciones políticas que comenzaron después de la llegada del jefe del Departamento Central, William Strang, el 8 de julio, los británicos y franceses presentaron un acuerdo propuesto, al que Mólotov añadió una carta complementaria. Las conversaciones a finales de julio se estancaron sobre una disposición en la carta complementaria de Mólotov en la que se afirma que una vuelta política a Alemania por parte de los estados bálticos constituyó una "agresión indirecta", que Reino Unido temía poder justificar la intervención soviética en Finlandia y las repúblicas bálticas o empujar a esos países a buscar relaciones más estrechas con Alemania (mientras que Francia era menos resistente al suplemento). El 23 de julio, Francia y Reino Unido estuvieron de acuerdo con la propuesta soviética de elaborar una convención militar que especificara una reacción a un ataque alemán.

### Principios de la negociación política soviético-alemana
Solo el 18 de julio, el representante comercial soviético Yevgueni Barbarin visitó a Julius Schnurre, diciendo que los soviéticos querían extender e intensificar las relaciones germano-soviéticas. El 25 de julio, la Unión Soviética y Alemania estaban muy cerca de finalizar los términos de un acuerdo económico propuesto. El 26 de julio, durante la cena, los soviéticos aceptaron una agenda propuesta en tres etapas que incluía primero la agenda económica y "un nuevo acuerdo que tomaba en cuenta los intereses políticos vitales de ambas partes".
El 28 de julio, Mólotov envió una primera instrucción política al embajador soviético en Berlín, que finalmente abrió la puerta a una distensión política con Alemania.
Alemania se enteró de las conversaciones de la convención militar antes del anuncio británico del 31 de julio y se mostró escéptica de que los soviéticos llegaran a un acuerdo con Reino Unido y Francia durante las conversaciones previstas en agosto. El 1 de agosto, el embajador soviético declaró que debían cumplirse dos condiciones antes de que comenzaran las negociaciones políticas: un nuevo tratado económico y el cese de los ataques antisoviéticos de los medios de comunicación alemanes, con lo que los funcionarios alemanes aceptaron de inmediato. El 2 de agosto, las discusiones políticas soviéticas con Francia y Reino Unido fueron suspendidas cuando Mólotov declaró que no podría ser reiniciadas hasta que se hubiera un progreso en las conversaciones militares programadas.

### Direccionamiento de hostilidades pasadas
El 3 de agosto, el ministro alemán de Relaciones Exteriores Joachim von Ribbentrop, dijo a los diplomáticos soviéticos que "no había ningún problema entre el Báltico y el Mar Negro que no pudiera resolverse entre nosotros dos".
Los alemanes discutieron la hostilidad previa entre las naciones en los años treinta. Se refirió al terreno común del anticapitalismo, afirmando que "hay un elemento común en la ideología de Alemania, Italia y la Unión Soviética: la oposición a las democracias capitalistas", "ni nosotros, ni Italia tenemos nada en común con el occidente capitalista" y "nos parece poco natural que un Estado socialista se mantenga del lado de las democracias occidentales". Explicaron que su anterior hostilidad hacia el bolchevismo soviético había disminuido con los cambios en el Comintern y la renuncia soviética a una revolución mundial.
Astájov caracterizó la conversación como "extremadamente importante".

## Negociaciones finales

### Finalización del acuerdo económico
En agosto, cuando Alemania programó su invasión a Polonia el 25 de agosto y se preparó para la guerra con Francia, los planificadores alemanes de la guerra estimaron que si la Unión Soviética se volvía hostil, Alemania quedaría a la altura de sus necesidades de movilización de guerra. Petróleo, manganeso, caucho y productos alimenticios por grandes márgenes. Todos los estudios militares y económicos internos alemanes sostuvieron que Alemania estaba condenada a derrotar sin al menos la neutralidad soviética. El 5 de agosto, los funcionarios soviéticos declararon que la conclusión del acuerdo de crédito comercial era la etapa más importante que se podría tomar en la dirección de nuevas conversaciones.
Para el 10 de agosto, los países elaboraron los últimos detalles técnicos menores para hacer todo menos un acuerdo económico final, pero los soviéticos retrasaron la firma de ese acuerdo durante casi diez días hasta que estuvieron seguros de que habían alcanzado un acuerdo político con Alemania. El embajador soviético explicó a los funcionarios alemanes que los soviéticos habían comenzado sus negociaciones británicas "sin mucho entusiasmo" en un momento en que sentían que Alemania no "llegaría a un entendimiento", y las conversaciones paralelas con los británicos no podían ser simplemente interrumpidas cuando fueron iniciadas después de una "consideración madura". El 12 de agosto, Alemania recibió la noticia de que Mólotov deseaba seguir discutiendo estas cuestiones, incluida Polonia, en Moscú.

### Inicio de conversaciones militares tripartitas

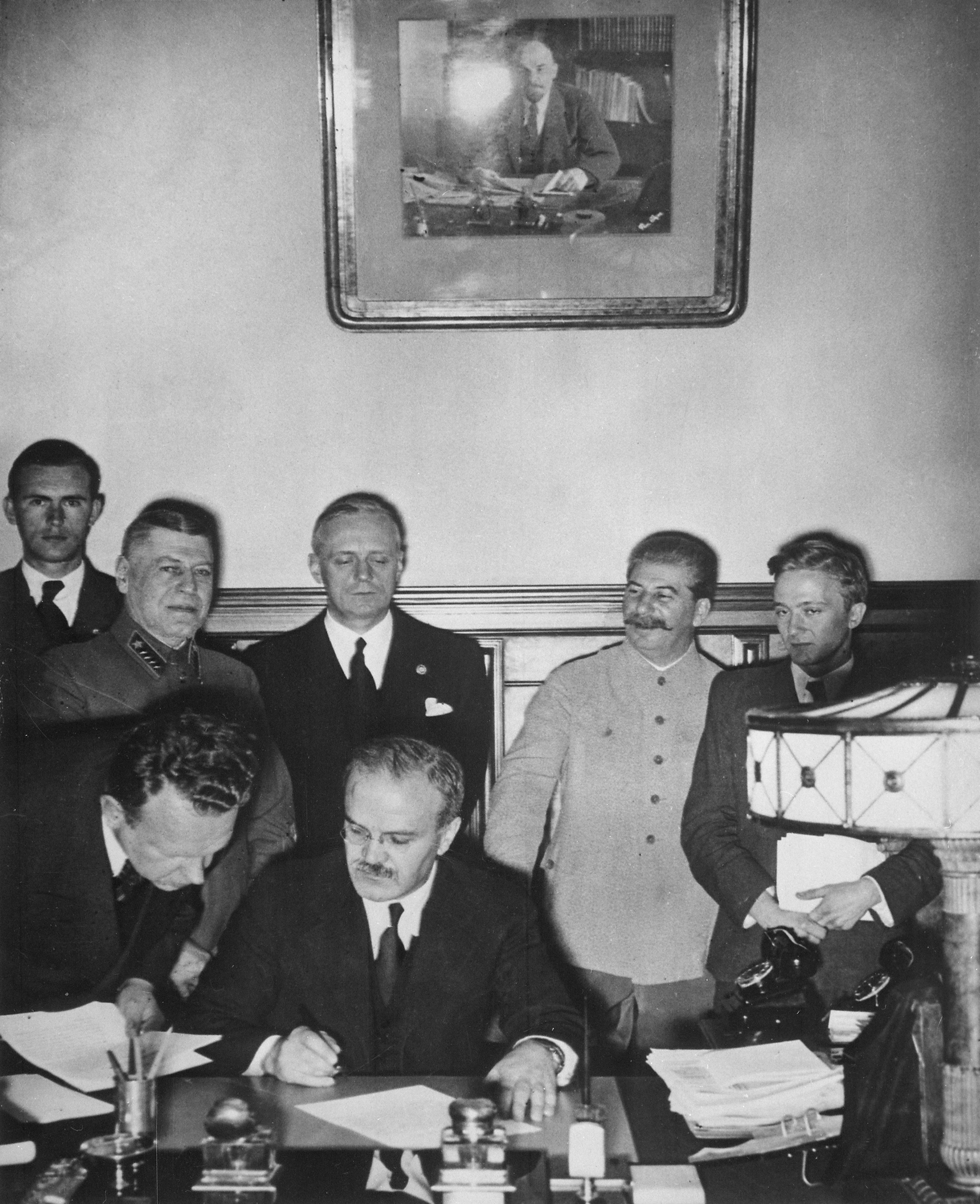
Momento de la firma del Pacto. Viacheslav Mólotov a punto de firmar con Joachim von Ribbentrop detrás y Iósif Stalin a su izquierda.

Los soviéticos, británicos y franceses comenzaron las negociaciones militares en agosto. Se demoraron hasta el 12 de agosto debido a que la delegación militar británica, que no incluyó a Strang, tardó seis días en hacer el viaje en un buque mercante lento, socavando la confianza de los soviéticos en la resolución británica. El 14 de agosto, la cuestión de Polonia fue planteada por Voroshílov por primera vez, solicitando que los británicos y franceses presionaran a los polacos para que firmaran un acuerdo que permitiera que el ejército soviético estuviera estacionado en Polonia. El gobierno polaco temía que el gobierno soviético tratara de anexionar los territorios en disputa, las fronteras orientales, que recibió Polonia en 1920 después de que el Tratado de Riga terminara la guerra polaco-soviética. El contingente británico y francés comunicó la preocupación soviética sobre Polonia a sus oficinas en el país y dijo a la delegación soviética que no podían responder a esta cuestión política sin la aprobación de sus gobiernos.
Mientras tanto, Mólotov habló con el embajador de Alemania en Moscú el 15 de agosto sobre la posibilidad de "resolver por negociación todos los problemas pendientes de las relaciones soviético-alemanas".  La discusión incluyó la posibilidad de un pacto de no agresión germano-soviético, los destinos de los estados bálticos y posibles mejoras en las relaciones soviético-japonesas. Mólotov declaró que "si el ministro de Asuntos Exteriores alemán llegara aquí", estas cuestiones "deberían ser discutidas en términos concretos". A las pocas horas de haber recibido la noticia de la reunión, Alemania envió una respuesta afirmando que estaba preparada para celebrar un pacto de no agresión de 25 años, dispuesto a "garantizar a los estados bálticos conjuntamente con la Unión Soviética" y dispuesto a ejercer influencia para mejorar las relaciones soviético-japonesas. Los soviéticos respondieron positivamente, pero declararon que se requería un "protocolo especial" que definiera los intereses de las partes.  Alemania respondió que, en contraste con la delegación británica en Moscú en ese momento sin Strang, Ribbentrop personalmente viajaría a Moscú para concluir un trato.
En las conversaciones soviético-británico-francesas, los negociadores militares anglo-franceses fueron enviados para discutir "principios generales" en lugar de detalles.  El 15 de agosto, el contingente británico recibió instrucciones de avanzar más rápidamente para concluir las conversaciones militares y, por lo tanto, se les permitió dar a los negociadores soviéticos información confidencial británica. El contingente británico afirmó que Reino Unido actualmente solo tenía seis divisiones del ejército, pero en caso de una guerra, podrían emplear dieciséis divisiones inicialmente, seguido por un segundo contingente de dieciséis divisiones más, una cantidad mucho menor que las ciento veinte divisiones soviéticas.
Los negociadores franceses dijeron que tenían ciento diez divisiones disponibles. En los debates del 18 al 19 de agosto, los polacos informaron al embajador francés que no aprobarían las tropas del Ejército Rojo que operaban en Polonia.

### Firma del acuerdo comercial retrasada
Después de que funcionarios soviéticos y alemanes de Moscú finalizasen los términos de un acuerdo comercial germano-soviético de siete años, los funcionarios alemanes se pusieron nerviosos porque los soviéticos retrasaron su firma al 19 de agosto por razones políticas. Cuando la Agencia de Telégrafos de la Unión Soviética (TASS) publicó un informe de que las conversaciones soviético-británico-francesas se habían convertido en un gruñido sobre el Lejano Oriente y "asuntos totalmente diferentes", Alemania tomó como señal de que todavía había tiempo y esperanza para llegar a un acuerdo soviético-alemán.
Hitler mismo envió un telegrama codificado a Stalin declarando que debido a que "Polonia se ha vuelto intolerable", Stalin debe recibir a Ribbentrop en Moscú para el 23 de agosto a más tardar para firmar un Pacto. La controversia rodea un supuesto discurso de Stalin el 19 de agosto de 1939 afirmando que una gran guerra entre las potencias occidentales era necesaria para la propagación de la Revolución Mundial.
Los historiadores discuten si ese discurso ocurrió realmente alguna vez.
A las 2:00 de la mañana del 20 de agosto, Alemania y la Unión Soviética firmaron un acuerdo comercial, fechado el 19 de agosto, que preveía el comercio de ciertos equipos militares y civiles alemanes a cambio de materias primas soviéticas. El acuerdo abarcaba el negocio "actual", que implicaba una obligación soviética de entregar 180 millones de reichsmarks en materias primas en respuesta a órdenes alemanas, mientras que Alemania permitiría a los soviéticos ordenar 120 millones de reichsmarks para los bienes industriales alemanes. Bajo el acuerdo, Alemania también concedió a la Unión Soviética un crédito de mercancía de 200 millones de reichsmarks durante 7 años para comprar productos manufacturados alemanes a una tasa de interés extremadamente favorable.

### Los soviéticos suspenden las negociaciones militares tripartitas y firman un acuerdo con Alemania
Después de la resistencia de los polacos a la presión, el 21 de agosto, Voroshílov propuso el aplazamiento de las conversaciones militares con los británicos y franceses, con la excusa de que la ausencia del alto personal soviético en las conversaciones interfirió con las maniobras otoñales de las fuerzas soviéticas, cuando la razón principal era el progreso que se estaba haciendo en las negociaciones soviético-alemanas
Ese mismo día, el 21 de agosto, Stalin recibió la seguridad de aprobar protocolos secretos al pacto propuesto de no agresión que otorgaría a los soviéticos tierras en Polonia, las repúblicas bálticas, Finlandia y Rumania. Esa noche, con Alemania esperando nerviosamente una respuesta al telegrama de Hitler del 19 de agosto, Stalin respondió a las 9:35 p. m. de que los soviéticos estaban dispuestos a firmar el pacto y que recibiría a Ribbentrop el 23 de agosto. El Pacto se firmó en algún momento de la noche del 23 al 24 de agosto.

## Firma del Pacto

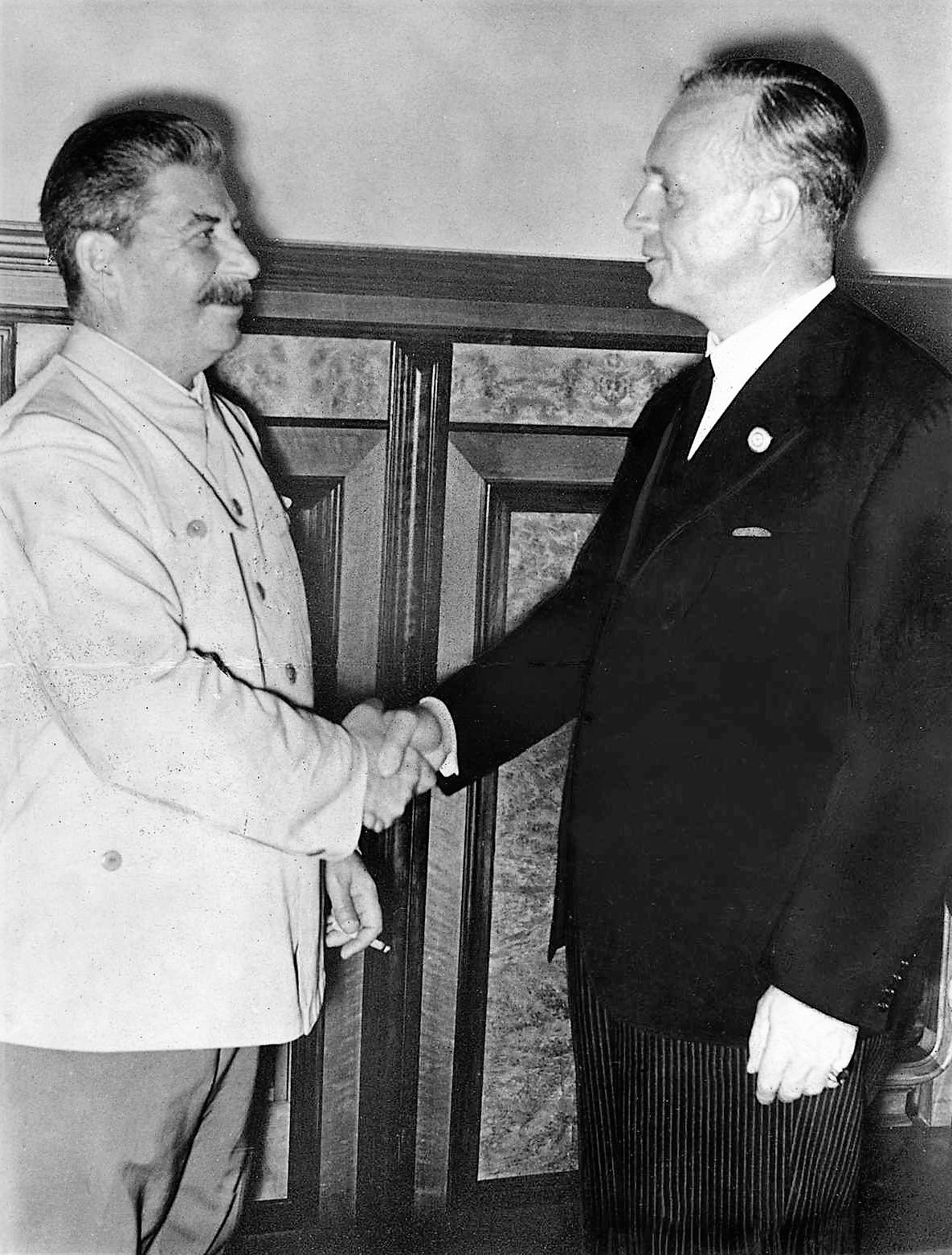
Ribbentrop y Stalin durante la firma del Pacto.

El 24 de agosto, se firmó un pacto de no agresión de 10 años con disposiciones que incluyeron: consulta; arbitraje si alguna de las partes no estaba de acuerdo; neutralidad si alguno de los dos iba a la guerra contra una tercera potencia; ninguna pertenencia a un grupo "que directa o indirectamente apunte al otro". Lo más notable es que también incluía el Protocolo adicional secreto, según el cual los estados de Europa del Norte y del Este se dividían en "esferas de influencia" alemanas y soviéticas.
Polonia debía ser dividida en caso de su "refundición política". La Unión Soviética se prometió una parte oriental de Polonia, principalmente poblada de ucranianos y bielorrusos, en caso de su disolución, y además Letonia, Estonia y Finlandia. Besarabia, entonces parte de Rumania, debía unirse a la RASS moldava, y convertirse en la RSS moldava bajo el control de Moscú. La noticia fue recibida con total conmoción y sorpresa por los líderes de gobierno y los medios de comunicación de todo el mundo, la mayoría de los cuales eran conscientes solo de las negociaciones británico-francés-soviético que había tenido lugar durante meses.
Ribbentrop y Stalin disfrutaron de cálidas conversaciones en la firma, intercambiando brindis y discutiendo las hostilidades anteriores entre los países en los años treinta. Ribbentrop declaró que Reino Unido siempre había tratado de romper las relaciones soviético-alemanas, era "débil" y "quiere dejar que otros luchen por su presuntuosa pretensión de dominio mundial". Stalin estuvo de acuerdo, agregando que "si Inglaterra dominaba el mundo, eso era debido a la estupidez de los otros países que siempre se dejaban engañar". Ribbentrop afirmó que el Pacto Antikomintern no se dirigía contra la Unión Soviética, sino contra las democracias occidentales, "asustó principalmente a la City de Londres y los comerciantes ingleses" y declaró que los berlineses bromearon de que Stalin se uniría al Pacto Antikomintern.  Stalin propuso un brindis a Hitler, y Stalin y Mólotov brindaron repetidamente por la nación alemana, el Pacto Mólotov-Ribbentrop y las relaciones soviético-alemanas. Ribbentrop respondió con un brindis a Stalin y un brindis por las relaciones de los países. Cuando Ribbentrop se marchó, Stalin lo llevó aparte y declaró que el gobierno soviético tomaba el nuevo pacto muy en serio y que "garantizaría su palabra de honor de que la Unión Soviética no traicionaría a su socio".

## Acontecimientos durante la operación del Pacto

### Tratos inmediatos con Reino Unido
Al día siguiente de la firma del Pacto, la delegación de negociación militar francesa y británica solicitó urgentemente una reunión con Voroshílov. El 25 de agosto, Voroshílov les dijo que "en vista de la situación política cambiada, no se puede servir ningún propósito útil para continuar la conversación". 
Ese día, Hitler dijo al embajador británico en Berlín que el pacto con los soviéticos impedía a Alemania enfrentarse a una guerra de dos frentes, cambiando la situación estratégica de aquella en la Primera Guerra Mundial y que el Reino Unido debía aceptar sus demandas con respecto a Polonia. Sorprendiendo a Hitler, el Reino Unido firmó un tratado de asistencia mutua con Polonia ese día, causando que Hitler retrasara la invasión planeada del 26 de agosto de Polonia occidental.

### División de Europa del Este
El 1 de septiembre de 1939, la invasión alemana de su porción acordada de Polonia occidental comenzó la Segunda Guerra Mundial. El 17 de septiembre, el Ejército Rojo invadió el este de Polonia y ocupó el territorio polaco asignado por el Pacto Ribbentrop-Mólotov, seguido de la coordinación con las fuerzas alemanas en Polonia. Once días más tarde, el protocolo secreto del Pacto Ribbentrop-Mólotov se modificó, mediante el Tratado Germano-Soviético de Amistad, Cooperación y Demarcación, asignando a Alemania una mayor parte de Polonia y cediendo la mayor parte de Lituania a la Unión Soviética.
Después de que un intento soviético de invadir Finlandia se enfrentara a una dura resistencia, los combatientes firmaron una paz provisional, concediendo a los soviéticos aproximadamente el 10 por ciento del territorio finlandés. La Unión Soviética también envió tropas a Lituania, Estonia y Letonia.
Posteriormente, se instalaron los gobiernos de las tres repúblicas bálticas que solicitaban la admisión en la Unión Soviética.

### Otros tratos
Alemania y la Unión Soviética entraron en un intrincado pacto comercial el 11 de febrero de 1940 que era cuatro veces más grande que el que los dos países firmaron en agosto de 1939, proporcionando millones de toneladas de envío a Alemania de petróleo, alimentos y otras materias primas clave, a cambio de máquinas de guerra alemanas y otros equipos. 
Esto fue seguido por un acuerdo del 10 de enero de 1941 que fijaba varias ediciones en curso, incluyendo especificidad de la frontera, migraciones étnicas y la extensión adicional del reparto comercial.
Las discusiones en el otoño y el invierno de 1940-41 siguieron sobre la entrada potencial de la Unión Soviética como cuarto miembro de las potencias del Eje. Los países nunca llegaron a un acuerdo sobre el tema.

## Consecuencias

### Invasión alemana de la Unión Soviética
La Alemania nazi terminó el Pacto Ribbentrop-Mólotov con su invasión de la Unión Soviética en la Operación Barbarroja el 22 de junio de 1941. Después del comienzo de la invasión, los territorios ganados por la Unión Soviética debido al Pacto Ribbentrop-Mólotov se perdieron en cuestión de semanas.  En las tres semanas que siguieron al fracaso del Pacto, intentando defenderse de los grandes avances alemanes, la Unión Soviética sufrió 750.000 bajas y perdió 10.000 tanques y 4.000 aviones.
En seis meses, los militares soviéticos sufrieron 4,3 millones de bajas y los alemanes capturaron a tres millones de prisioneros soviéticos, de los cuales dos millones morirían en cautividad alemana en febrero de 1942.  Las fuerzas alemanas avanzaron 1.690 kilómetros, y mantenido un frente linealmente-medido de 3.058 kilómetros.

## Comentarios de la posguerra sobre las negociaciones del Pacto

### Las razones de la firma del Pacto
No hay consenso entre los historiadores acerca de las razones que llevaron a la Unión Soviética a firmar el pacto con la Alemania nazi. Según Ericson, las opiniones "han variado desde ver a los soviéticos como antinazis de visión de futuro, a verlos como apaciguadores reacios, como expansionistas cautelosos, o como agresores activos y chantajistas". Edward Hallett Carr argumentó que fue necesario entrar en un pacto de no agresión para ganar tiempo, ya que la Unión Soviética no estaba en condiciones de pelear en una guerra en 1939 y necesitaba al menos tres años para prepararse. Declaró: "A cambio de la no intervención, Stalin consiguió un respiro de inmunidad frente al ataque alemán". Según Carr, el "bastión" creado por medio del Pacto, "era y podía ser solamente, una línea de defensa contra el posible ataque alemán".  Una ventaja importante (proyectada por Carr) era que "si la Rusia Soviética hubiese tenido que luchar con Hitler, las Potencias Occidentales ya estarían involucradas".
Sin embargo, durante las últimas décadas, este punto de vista ha sido discutido. El historiador Werner Maser declaró que "la afirmación de que la Unión Soviética estaba en ese momento amenazada por Hitler, como suponía Stalin, [...] es una leyenda cuyos creadores pertenecían a Stalin". (Máser 1994: 64). En opinión de Maser (1994: 42), "ni Alemania ni Japón estaban en una situación de invasión de la Unión Soviética, ni siquiera con la menor perspectiva de éxito", y esto no podía ser desconocido para Stalin.
Algunos críticos, como Víktor Suvórov, afirman que el principal motivo de Stalin para firmar el tratado de no agresión soviético-alemán fue el cálculo de Stalin de que tal pacto podría resultar en un conflicto entre los países capitalistas de Europa Occidental. Esta idea es apoyada por Albert L. Weeks. Sin embargo, otras afirmaciones de Suvórov, como la planeada por Stalin para invadir Alemania en 1941, han permanecido en discusión entre los historiadores, con algunos como David Glantz oponiéndose, y otros como Mijaíl Meltyujov apoyándolo.
La medida en que las adquisiciones territoriales posteriores al Pacto de la Unión Soviética pueden haber contribuido a impedir su caída (y por lo tanto la victoria nazi en la guerra) sigue siendo un factor de evaluación del Pacto. Fuentes soviéticas señalan que el avance alemán finalmente se detuvo a pocos kilómetros de Moscú, por lo que el papel del territorio extra podría haber sido crucial en una llamada tan cercana. Otros postulan que Polonia y las repúblicas bálticas desempeñaron el importante papel de estados de amortiguación entre la Unión Soviética y la Alemania nazi, y que el Pacto Ribbentrop-Mólotov fue una condición previa no solo para la invasión de Europa Occidental sino también para la invasión de la Unión Soviética por el Tercer Reich. El aspecto militar de pasar de las posiciones fortificadas establecidas en la línea Stalin al territorio polaco indefenso también podría verse como una de las causas de la rápida desintegración de las fuerzas armadas soviéticas en la zona fronteriza durante la campaña alemana de 1941, ya que la recién construida línea Mólotov estaba inacabada y no podía proporcionar a las tropas soviéticas las capacidades de defensa necesarias.

### Evidencia documental del acercamiento soviético-alemán
En 1948, el Departamento de Estado de los Estados Unidos publicó una colección de documentos recuperados del Ministerio de Asuntos Exteriores de la Alemania nazi, que formó una base documental para los estudios de las relaciones nazi-soviéticas. Esta colección contiene la cuenta del Secretario de Estado alemán en una reunión con el embajador soviético Alekséi Merekálov.  Este memorándum reproduce la siguiente declaración del embajador: "No existe para Rusia ninguna razón por la que no debería vivir con nosotros en condiciones normales. 
Y de lo normal las relaciones podrían ser cada vez mejores". Según Carr, este documento es el primer paso soviético registrado en el acercamiento con Alemania.
La siguiente prueba documental es el memorándum sobre la reunión del 17 de mayo entre el embajador soviético y el funcionario del Ministerio de Asuntos Exteriores alemán, donde el embajador "declaró en detalle que no había conflictos en política exterior entre Alemania y la Rusia Soviética y que por lo tanto no había motivo para ninguna enemistad entre los dos países".
El tercer documento es el resumen de la reunión del 20 de mayo entre Mólotov y el embajador alemán von der Schulenburg.  Según el documento, Mólotov dijo al embajador alemán que ya no quería hablar solo de asuntos económicos y que era necesario establecer una "base política", cosa que los funcionarios alemanes consideraban una "invitación implícita".
El último documento es el memorándum de la Oficina Estatal de Alemania sobre la llamada telefónica realizada el 17 de junio por el embajador búlgaro Dragánov. En las explicaciones alemanas del informe de Dragánov, el embajador soviético Gueorgui Astájov (antecesor de Merekálov en el puesto) explicó que un acuerdo soviético con Alemania era más adecuado para los soviéticos que uno con Reino Unido y Francia, aunque del embajador búlgaro "no se pudo determinar si había reflejado las opiniones personales de Herr Astájov o las opiniones del gobierno soviético ".
Esta evidencia documental de un acercamiento nazi-soviético fue cuestionada por Geoffrey Roberts, quien analizó documentos de archivo soviéticos que habían sido desclasificados y puestos en libertad en la víspera de los años noventa.
Roberts no encontró pruebas de que las supuestas declaraciones citadas por los alemanes hubieran sido hechas en la realidad y llegó a la conclusión de que los documentos de archivo alemanes no pueden servir como prueba de la existencia de una política dual durante la primera mitad de 1939. Según él, no existen pruebas documentales de que la Unión Soviética hubiese respondido o hecho ninguna apertura a los alemanes "hasta el final de julio de 1939, como muy pronto".

### Despido de Litvínov y nombramiento de Mólotov
Muchos historiadores señalan que el despido del Ministro de Relaciones Exteriores Litvínov, cuya pertenencia étnica judía fue vista desfavorablemente por la Alemania nazi, eliminó un obstáculo importante a las negociaciones entre ellos y la Unión Soviética.
Sin embargo, Carr ha sostenido que el reemplazo de Litvínov por Mólotov por parte de la Unión Soviética el 3 de mayo de 1939, no indicó un cambio irrevocable hacia la alineación con Alemania, sino más bien la forma de Stalin de entablar duras negociaciones con los británicos y los franceses al designar a un negociador duro, a saber, Mólotov, al Comisariado de Relaciones Exteriores. Albert Resis argumentó que el reemplazo de Litvínov por Mólotov era tanto una advertencia al Reino Unido como una señal a Alemania.  Derek Watson argumentó que Mólotov podría conseguir el mejor trato con el Reino Unido y Francia porque no estaba gravado con el equipaje de seguridad colectiva y podría negociar más fácilmente con Alemania.   Geoffrey Roberts argumentó que el despido de Litvinov ayudó a los soviéticos con las conversaciones franco-británicas, porque Litvínov dudaba o incluso se oponía a tales discusiones.